# Orden und Ehrenzeichen der Republik Niger

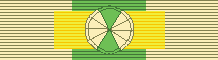
Bandschnalle des Großkreuzes des Nationalordens Nigers

Die Orden und Ehrenzeichen der Republik Niger obliegen der Verwaltung des Großkanzlers der Nationalorden Nigers. Der Staatspräsident Nigers ist der Großmeister der Nationalorden und ernennt den Großkanzler. Die höchste Auszeichnung des Staates ist der Nationalorden Nigers.

## Übersicht der Orden und Ehrenzeichen
Der deutschen Bezeichnung folgt in Klammern und kursiv die französische Originalbezeichnung.
| Bezeichnung                                                                      | Gründungsdatum | Anzahl Ordensstufen |
| -------------------------------------------------------------------------------- | -------------- | ------------------- |
| Nationalorden Nigers (Ordre national du Niger)                                   | 14.12.1959     | 5                   |
| Verdienstorden Nigers (Ordre du mérite du Niger)                                 | 24.06.1963     | 5                   |
| Militärmedaille (Médaille militaire)                                             | 09.08.1963     | 1                   |
| Tapferkeitskreuz (Croix de la vaillance)                                         | 30.04.1964     | 1                   |
| Verdienstorden für Landwirtschaft (Ordre du mérite agricole)                     | 25.07.1963     | 3                   |
| Orden der akademischen Palmen (Ordre des palmes académiques)                     | 15.03.1969     | 3                   |
| Ehrenmedaille für das Gesundheitswesen (Médaille d’honneur de la santé publique) | 03.07.1964     | 4                   |
| Ehrenmedaille für das Zollwesen (Médaille d’honneur de douanes)                  | 18.03.1966     | 1                   |
| Ehrenmedaille für Arbeit (Médaille d’honneur du travail)                         | 07.09.1967     | 4                   |

## Großmeister der Nationalorden
Der Staatspräsident Nigers ist der Großmeister der Nationalorden (Grand Maître des Ordres nationaux). Er ist außerdem von Amts wegen Träger des Großkreuzes des Nationalordens Nigers, der höchsten staatlichen Auszeichnung. Er verleiht in der Regel die meisten Orden und Ehrenzeichen der Republik, üblicherweise am Nationalfeiertag am 3. August und am Tag der Republik am 18. Dezember. Der Staatspräsident ernennt per Dekret den Großkanzler der Nationalorden.

## Großkanzler der Nationalorden

### Tätigkeit
Der Großkanzler der Nationalorden Nigers (Grand Chancelier des Ordres Nationaux du Niger) verwaltet die Orden und Ehrenzeichen der Republik und ist deren Siegelbewahrer. Er darf nicht zugleich Mitglied der Regierung oder der Nationalversammlung sein, kann jedoch auf Einladung an den Sitzungen des Ministerrats teilnehmen. Zu seinen Aufgaben zählt dem Staatspräsidenten Entwürfe für Dekrete zur Ernennung von Trägern von Orden und Ehrenzeichen zu überreichen.
Der Großkanzler leitet die Großkanzlei der Nationalorden Nigers (Grande Chancellerie des Ordres nationaux du Niger) und den Rat der Nationalorden (Conseil des Ordres nationaux). Die Großkanzlei besteht aus dem Kabinett des Großkanzlers und einem ständigen Sekretariat. Der Kabinettschef wird direkt vom Großkanzler und der ständige Sekretär der Großkanzlei auf Vorschlag des Großkanzlers vom Staatspräsidenten ernannt. Der Rat der Nationalorden muss unter anderem Stellungnahmen zu geplanten Ernennungen in den Nationalorden und zu den jährlichen Kontingenten der Auszeichnungen abgeben. Er besteht aus dem Großkanzler als Vorsitzendem, den ständigen Sekretär und fünf Mitgliedern des Nationalordens, die vom Ministerrat auf Vorschlag des Großkanzlers bestimmt werden.

### Amtsinhaber
Als Großkanzler der Nationalorden Nigers wirkten bislang:
- Diallo Ousman Bassarou (1962–1970)
- Daddy Gaoh (1970–1973)
- Bala Arabé (1973–1974)
- Gabriel Cyrille (1974–1975)
- Demba Maïnassara (1975–1976)
- Henri Dupuis-Yacouba (1976–1985 und 1987–1993)
- Yahaya Tounkara (1985–1987)
- Ali Saïbou (1993–2011)
- Boulama Manga (2011–2019)
- Oumara Maï Manga (seit 2019)[13]